# Kondensacja kapilarna
Kondensacja kapilarna - kondensacja zachodząca na powierzchni zawierającej kapilar o niewielkiej średnicy. 
Zjawisko kondensacji spontanicznej występuje przy ciśnieniu pary cieczy równemu ciśnieniu pary nasyconej, ps. Kondensacja kapilarna następuje przy ciśnieniu niższym niż ciśnienie pary nasyconej. Ciśnienie kondensacji kapilarnej można określić na podstawie równania Kelvina. Dla niektórych rodzajów porów (zob. mezopory a także adsorpcja) zapełnienie i opróżnienie (ewaporacja kapilarna) następuje przy różnych ciśnieniach - zjawisko to nazywamy histerezą kapilarną. Przeciwieństwem obniżenia ciśnienia kondensacji nad powierzchnią wklęsłą (wnętrze poru) jest jego podwyższenie nad powierzchnią wypukłą (powierzchnia ziarna ciała stałego pokryta warstewką adsorbatu, powierzchnia kropli cieczy).
Kondensacja pary cieczy jest zawsze poprzedzona adsorpcją cząsteczek danej substancji (adsorbatu), a obniżenie lub podwyższenie ciśnienia kondensacji wynika z kształtu istniejącego menisku zaadsorbowanych cząsteczek danej substancji.